# Jongmyo Daeje
Jongmyo Daeje o Jongmyo Jerye  es un ritual de carácter confuciano y a la música que lo acompaña que se celebra en Corea desde comienzos de la Dinastía Joseon para honrar a los miembros de la familia real de esta misma dinastía. Dada su importancia, se considera Patrimonio de la Humanidad desde 2008.

## Contexto histórico y cultural

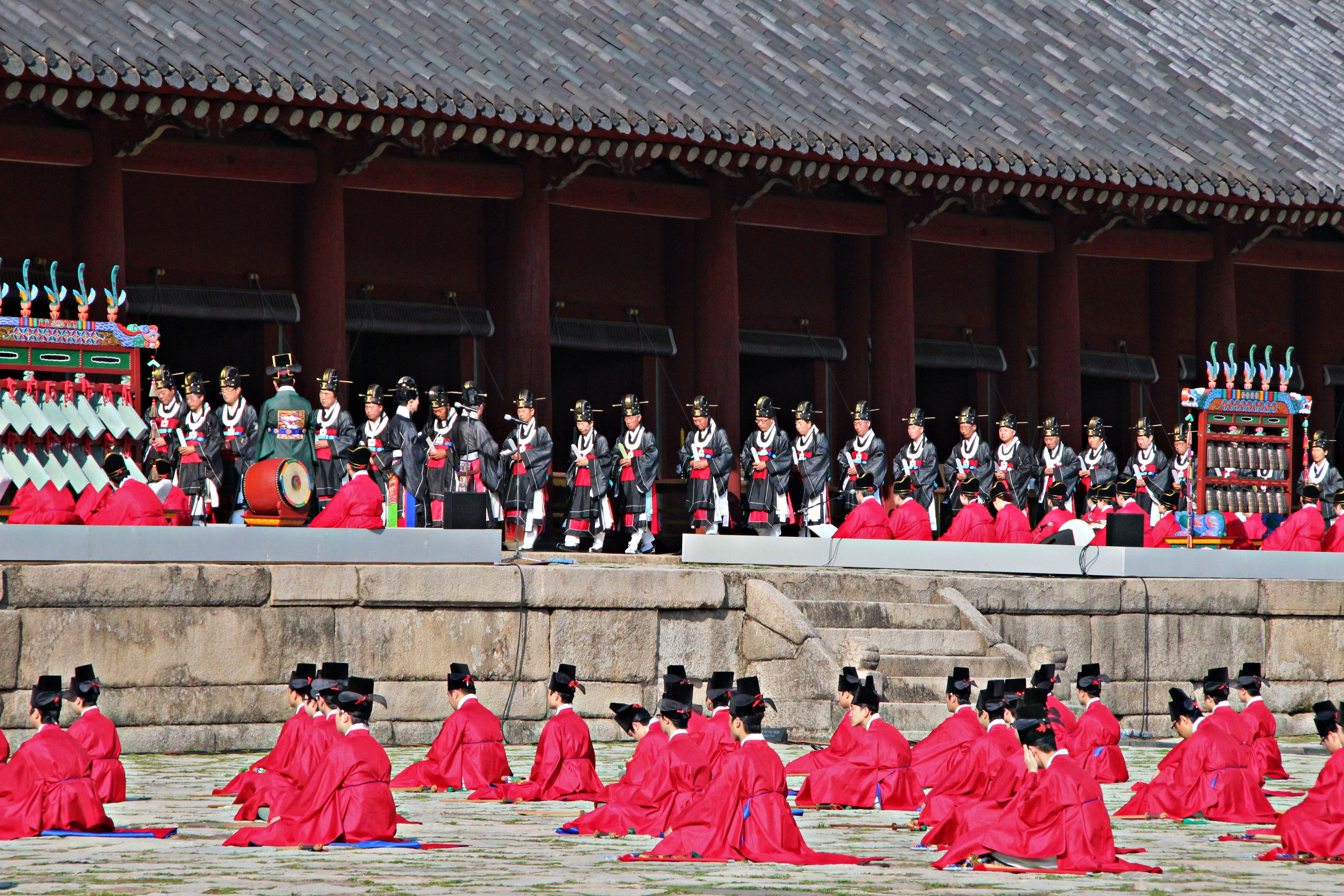
Celebración hoy en día del Jongmyo Daeje

El confucianismo, aunque originario de China, tuvo un enorme impacto en la sociedad coreana, especialmente durante la Dinastía Joseon desde su misma fundación en 1392. De hecho, actuó como la ideología de estado durante los cientos de años que duró la dinastía, teniendo todavía una fuerte presencia en las normas sociales y costumbres de las dos coreas. El confucianismo llegó a ser tan importante en Corea que incluso se conservan tradiciones y rituales confucianos que ya no se practican en China y en el país peninsular hubo grandes eruditos confucianos como Yi Hwang y se crearon y todavía existen muchas escuelas de carácter confuciano, llamadas seowon.
Una de las principales prácticas del confucianismo son las ceremonias en honor a los antepasados, que en Corea se conocen como jesa. El Jongmyo Daeje se celebra con el propósito de honrar a los antepasados de la familia real de Joseon.
Los orígenes de la tradición de celebrar ritos en memoria de las familias reales coreanas se remontan al periodo de los Tres Reinos (finalizado en el año 668), aunque la música los acompañaría por primera vez a partir del reinado de Sukjong, a comienzos de la Dinastía Goryeo (918-1392).
Los rituales, danzas y música del Jongmyo Daeje como los conocemos se elaboraron a comienzos de la Dinastía Joseon en el siglo XV, concretamente durante los reinados de Sejong el Grande (1418-1450) y de Sejo (1455-1468). De este modo, la Música Ritual de Jongmyo se creó en 1447 para ser utilizada en los banquetes de la corte, pero se modificó en 1464 para adaptarla a los rituales confucianos. Se conservan las partituras de ambas verisones en los Anales de Sejong y de Sejo.

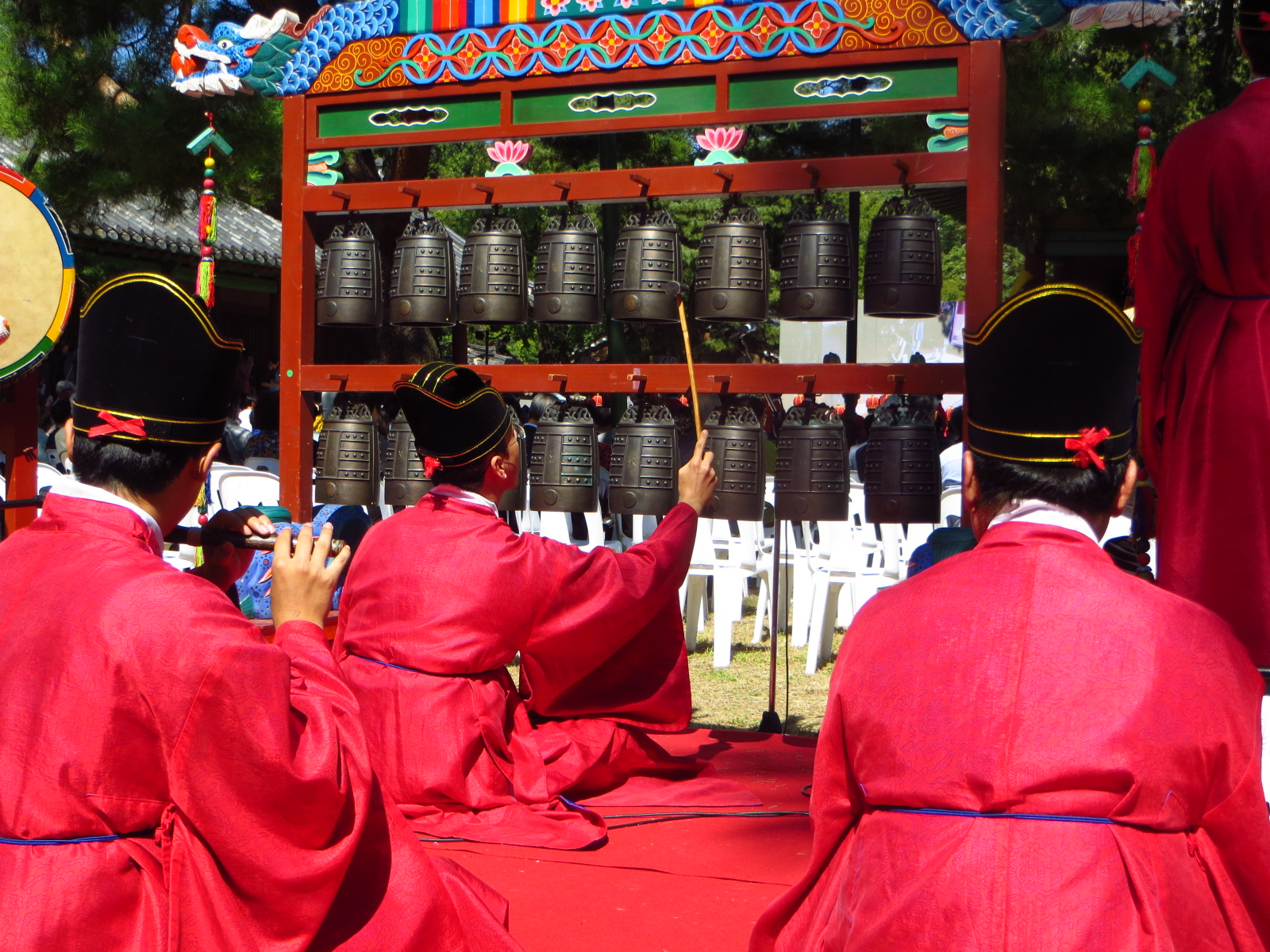
Pyeonjong, instrumento de cuya producción se dice que estaba el Rey Sejong el Grande, que a su vez estaba basado en el bianzhong chino

La música del Jongmyo Daeje se basaba en la música que se interpretaba en la China de la Dinastía Tang (618-907), tanto en su estilo como en los instrumentos que se tocaban. Esta dinastía tuvo una enorme influencia en la propia China, en Corea y en Japón (en este último país inspiró a la música de la Corte Imperial, conocida como Gagaku). La Dinastía Tang se consideraba y, según algunos expertos, se sigue considerando la más espléndida de todas las dinastías de la Antigua China. Muchas políticas, leyes, arquitectura, literatura e incluso vestimenta de Corea y de Japón se basaban en los modelos de la Dinastía Tang, a la que solían enviar misiones diplomáticas. Otra dinastía bastante poderosa de China, la Song (960-1279), también inspiró la música del Jongmyo Daeje (citaaa). Para interpretar estas melodías se utilizaban numerosos instrumentos, algunos procedentes de China y otros, como la flauta daegeum, propios de Corea. A pesar de tener una enorme influencia china en origen, el Rey Sejong reorganizó y estableció la música ritual en base a la música autóctona coreana. Se dice que este rey, el más famoso de toda la historia de Corea, inventó el pyeonjong y el pyeongyeong, basados en los instrumentos chinos bianzhong y bianqing, respectivamente, cuyo origen se remonta, como mínimo, al siglo V a. C.
En cuanto al carácter de esta música, se destaca por su solemnidad y uniformidad, muy diferente a las melodías populares de Corea. De esta manera se pretendía resaltar la importancia de la ceremonia que, a pesar de la majestuosidad del ritual, destacaba por su austeridad, encajando así con los ideales confucianos.
Respecto a las danzas, conocidas como ilmu, también se caracterizan por su ausencia de dinamismo y por sus movimientos lentos, perfectamente sincronizados y cargados de simbolismo.
Las danzas se ejecutan por 64 bailarines en ocho filas, presenta una alternancia entre las fuerzas del Yin y del Yang basada en los textos confucianos. Destacan las danzas Botaepyeongjimu y Jeongdaeeopjimu.

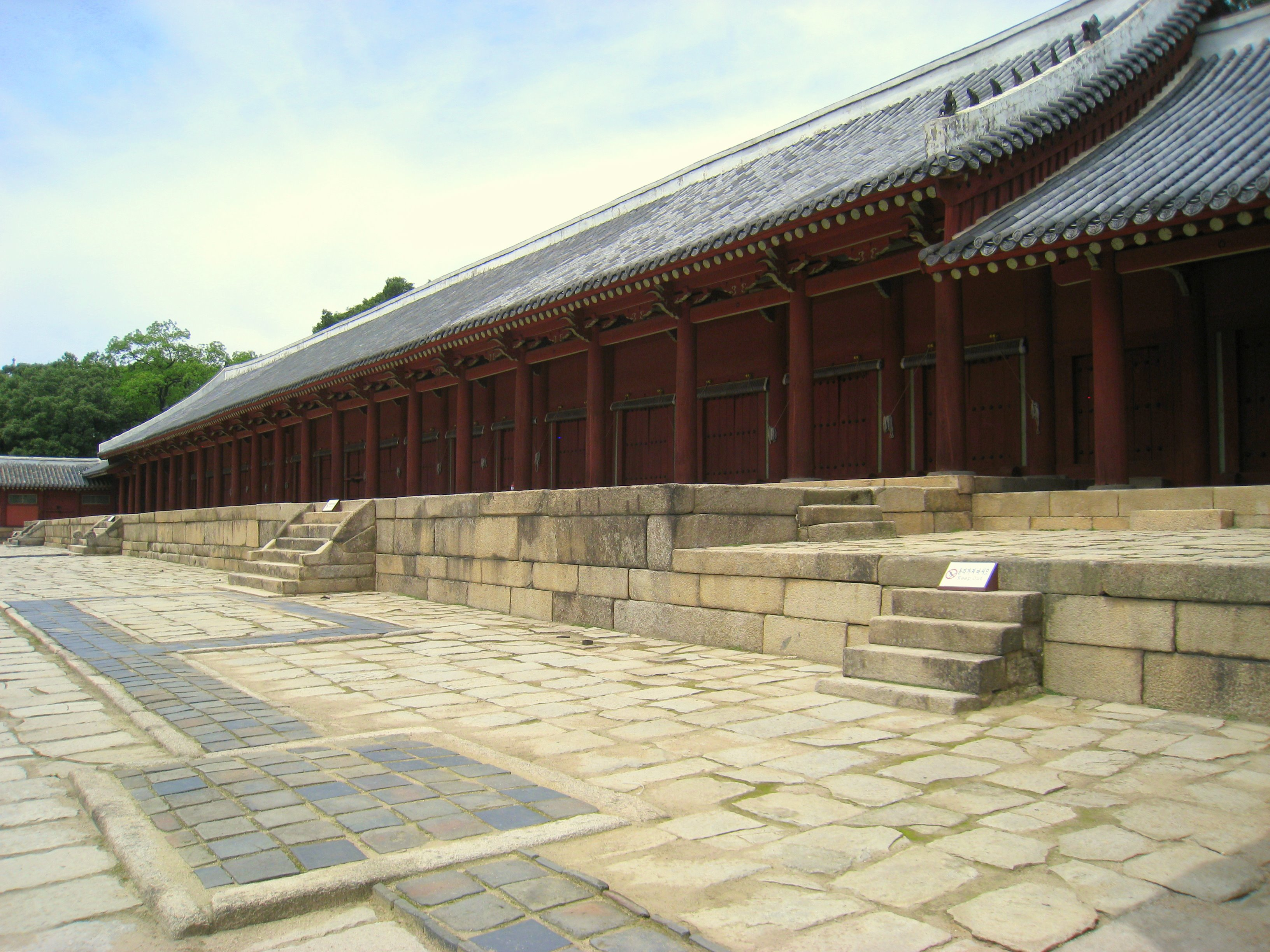
Imagen del Santuario de Jongmyo, donde se realizan las ceremonias

Entre los principales cantos se resalta el Jongmyoakjang, cuyas letras se basan en los elogios por los logros civiles y por las hazañas militares de los reyes de Joseon.
Las ceremonias tienen lugar en el Santuario de Jongmyo, construido en 1394 por el Rey Taejo para honrar a los antepasados de la Dinastía Joseon. En este santuario, considerado Patrimonio de la Humanidad, es donde se guardan las tablillas conmemorativas de los miembros de la familia real, que son el objeto más sagrado, ya que representa a las personas cuyo nombre está inscrito. Estas tablillas se encuentran en cámaras que se abren cuando tiene lugar la ceremonia.
El Jongmyo Daeje, de cuya música y danzas se encargaba el Jangawon (órgano que organizaba la música en la corte), se siguió celebrando hasta el Periodo Colonial Japonés (1910-1945), en el que la escala de esta ceremonia se redujo a ofrendas de incienso. Tras la independencia de Corea (a partir de este momento, la República de Corea o Corea del Sur), los ritos se suspendieron completamente hasta que en 1969 fueron revividos por la Sociedad de la Familia Real de la Dinastía Joseon.

## La ceremonia
Afortunadamente se han conservado numerosos documentos históricos, como el libro Gukjooryeui, que nos dicen con todo detalle cómo era el rito, por lo que es posible hacerse una idea muy exacta de cómo eran las ceremonias durante la última dinastía de Corea.

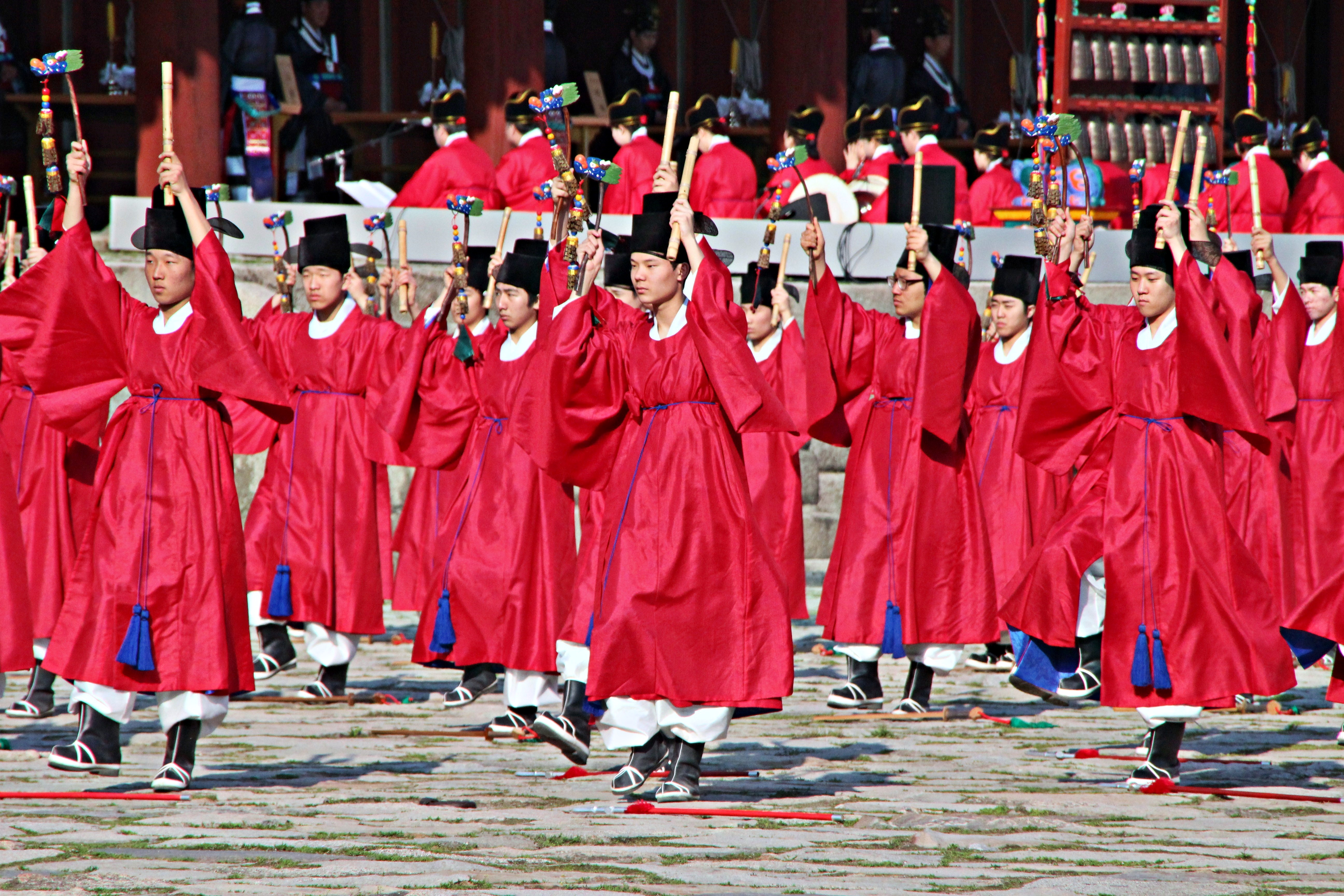
Bailarines realizando una de las danzas de la ceremonia, conocidas como ilmu

El ritual empezaba con la solemne procesión real, llamada eogahaengnyeol, en la que el rey, los funcionarios reales y el resto de los participantes marchaban desde el Palacio de Gyeongbok hasta el Santuario de Jongmyo.
A continuación, se explica brevemente en qué consistía la ceremonia de acuerdo con la Academia de Estudios Coreanos:
1)     Singwallye: los oficiantes choheongwan de cada cámara se lavan las manos, suben por los escalones orientales y se paran delante de la cámara funeraria mirando hacia el oeste. Entonces suena la música botaepyeongjiak y se ejecuta la danza botaepyeongjimu. Los oficiantes choheongwan se acercan a la tablilla funeraria, se ponen de rodillas y queman incienso tres veces. Con la ayuda de otro oficiante, vierten una copa de licor en el suelo con el fin de instar a los espíritus a que desciendan. Colocan la ofrenda pyebaek en la parte central y más interna de la mesa ceremonial y ofrendan el mohyeolban, que es un plato de cobre que contiene piel y sangre del animal ofrecido como sacrificio. Un oficiante auxiliar retira el papel que cubre las ofrendas de alimentos. Cuando los oficiantes cheonjogwan y bongjogwan hacen su entrada por la puerta principal del Jongmyo, comienza a sonar la música punganjiak. Estos les entregan a los oficiantes daechukgwan una mesilla y un plato de carne cocida, que ellos colocan frente a la tablilla funeraria. El daechukgwan de la primera cámara mezcla granos de sorgo y mijo con aceite y los quema sobre carbones encendidos. Entonces se detiene la música.
2)     Choheollye: los oficiantes choheongwan suben por los escalones orientales y se detienen frente a cada una de las cámaras mirando al oeste. Vuelve a ejecutarse la música botaepyeongjiak y la danza botaepyeongjimu. Ellos vierten el licor en las copas y estas son entregadas a un oficiante daechukgwan, quien coloca una copa frente a la tablilla del respectivo rey y otra frente a la tablilla de la respectiva reina. Los oficiantes realizan reverencias completas hasta tocar el suelo y la música se detiene. Los daechukgwan de la primera cámara, se arrodillan mirando al este y leen las oraciones. Los choheongwan son guiados a su posición original. Comienzan a ejecutarse las danzas botaepyeongjimu y jeongdaeeobjimu.
3)     Aheollye: el orden y el procedimiento de ofrendar las copas de licor son los mismos que en choheollye, con la diferencia de que no se realizan ofrendas de incienso ni se leen oraciones. Como música se ejecuta el jeongdaeeopjiak y como danza el jeongdaeeopjimu.
4)     Jongheollye: es igual al aheollye.
5)     Eumboknye: este paso consiste en compartir el licor y los alimentos ofrendados. El oficiante choheongwan de la primera cámara es el encargado de tomar el licor y la carne ofrendados. El daechukgwan retira la carne y el licor que se habían puesto ante las tablillas funerarias, los cuales son llevados al lugar donde se realiza el eumbok. Allí el choheongwan prueba el licor y la carne que le alcanza el daechukgwan. Todos los oficiantes se postran cuatro veces y luego se retiran los utensilios rituales. Se ejecutan entonces el eunganjiak y el heunganjiak. Los oficiantes vuelven a postrarse cuatro veces, se detiene la música y los daechukgwan retornan las tablillas funerarias a los tabernáculos.
6)     Mangnyo: este paso consiste en quemar las oraciones leídas. El choheongwan se desplaza al lugar donde se realiza la quema. El daechukgwan de la primera cámara reúne las ofrendas pyebaek y las oraciones leídas en cada de una de las cámaras y realiza la quema. El choheongwan vuelve a su lugar original, los oficiantes jibsa se postran cuatro veces y se anuncia que el rito ha llegado a su fin.

## El Jongmyo Daeje en la actualidad
El evento lo organiza ahora el Departamento de Administración del Patrimonio Cultural, Fundación para el Patrimonio Cultural / Comité Organizador del Ritual. A pesar de que Corea del Sur carece de monarquía, los descendientes de la familia real siguen participando en el ritual. Aunque antiguamente la ceremonia se celebraba cinco veces al año (en cada una de las cuatro estaciones y en diciembre), hoy en día solo se celebra el primer domingo de mayo. La duración del evento también se ha acortado, de modo que ahora transcurre desde las 9 de la mañana hasta las 3 de la tarde. En todo el proceso llegan a asistir más de 1200 personas. Actualmente, el rito y la música están protegidos en la Lista Nacional del Patrimonio Inmaterial y la ley de 1982 para la protección de los bienes culturales.